# Jan I (biskup wrocławski)
Jan I (zm. 1072 r.) – biskup wrocławski w latach 1063–1072.
W związku z zaginięciem po powstaniu ludowym i reakcji pogańskiej tradycji o początkach diecezji wrocławskiej nadano mu błędnie określenie pierwszy, gdyż to samo imię nosił także wcześniejszy biskup wrocławski Jan w roku 1000. O jego rządach nic nie wiadomo. Zapewne konsekrował katedrę wybudowaną przez Kazimierza Odnowiciela.